# Bühl (Kempten)
Bühl (auch Auf dem Bühl) ist ein Stadtteil der kreisfreien Stadt Kempten (Allgäu). Eine historische Entstehungsgeschichte für den Ortsnamen ist nicht überliefert. Der moderne, erst nach dem Zweiten Weltkrieg entstandene Stadtteil ist geprägt von einer Mischbebauung, bestehend aus Gewerbe- und Wohngebieten.
Bühl befindet sich im Nordosten der Stadt beidseits der Bundesstraße 12, die in Kempten den Namen Stephanstraße trägt. In der näheren Umgebung befinden sich die Ortsteile Reinharts und Wettmannsberg.
1970 wurde ein Ort Bühl mit elf Einwohnern verzeichnet, dabei handelt es sich aber um ein Bühl im Westen der Stadt auf der Gemarkung Sankt Lorenz, das im Ort Zollhaus aufging. Erst 1987 tauchte der Stadtteil Bühl mit seinen knapp 1800 Einwohnern auf.
In Bühl hat sich das Lehr-, Versuchs- und Fachzentrum für Molkereiwirtschaft Kempten niedergelassen.
1999 wurde in Bühl der Grundstein für die neue Justizvollzugsanstalt Kempten gelegt. Fertiggestellt wurde das Gefängnis 2003.